# Sybra patrua
Sybra patrua är en skalbaggsart som beskrevs av Francis Polkinghorne Pascoe 1865. Sybra patrua ingår i släktet Sybra och familjen långhorningar. Inga underarter finns listade i Catalogue of Life.